# Димитрий (Балач)
Епи́скоп Дими́трий (серб. Епископ Димитрије, в миру Душан Балач, серб. Душан Балаћ; 16 июля 1913, Кордун — 26 мая 1979) — епископ Сербской свободной православной церкви, епископ Австралийский и Новозеландский.

## Биография

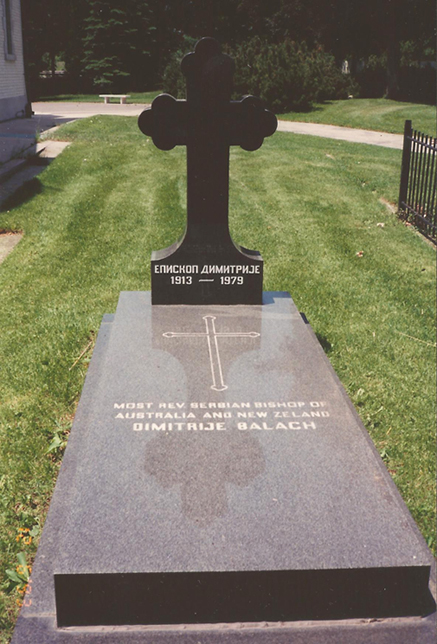
Могила

По окончании монашеской школе в Монастыре Высокие Дечани, 15 декабря 1934 года пострижен в монашество с именем Димитрий. Духовным отцом его был игумен Дионисий (Миливоевич), позже Епископ Американо-Канадский. 15 декабря 1935 года рукопложён в сан иеромонаха. Иеромонах Димирий был наместником Монастыря Дечаны, затем наместником Монастыря Гомирье и временный приходским священником в Мариндоле, возле Карловаца.
В 1940 году, будучи наместником Монастыря Гомирье, получил приглашение от епископа Дионисия (Миливоевича) уехать вместе с ним служить в Америку, на что Димитрий дал согласие. Прибыв в Америку 15 апреля 1940 года, назначен настоятелем монастыря Святого Саввы в Либертивилле.
Игумен Димитрий кроме того служил в ряде храмов США: в Саут-Чикаго, Индиана-Харборе и Омахе. Затем он служил как приходской священник в Джанстауну, на Шейдленде, а затем в церкви Святого Саввы в Лос-Анджелесе до 1960-х годов, когда был возведён в сан архимандрита и назначен секретарём Американо-канадской епархии.
В 1964 году он последовал за епископом Дионисием в Англию, затем в Дамаск, Сирию и Бейрут. В конце октября они прибыли к Сербам в Австралию.
31 октября 1964 года на Первом «церковно-народном саборе» в Мельбурне избран Епископом новой Епархии Аустралии и Новой Зеландии. На церковно-народном соборе Американско-Канадской епархии в монастыре Святого Саввы у Либертивилле, состоявшемся у 28 — 30 сентября 1966 года, было подтверждено решение собора в Мельбурне од 31 октября 1964 года о избрании Димитрия (Балача) епископом. 13 ноября 1966 года в монастыре Святого Саввы в Либертивилле состоялась его хиротония.
Епископ Димитрий прибыл в Австралию 26 декабря 1966 года. Его решением от 8 февраля 1967 года, на основе Устава Свободной сербской православной церкви — Епархии Австралии и Новой Зеландии, был образован епархиальный Церковный суд.
С его приходом было построен и освящён ряд храмов. Первый храм, который освятил епископ Димитрий, был храм Святого Георгия в Камбрамате. Его епископ Димитрий выбрал в качестве своей кафедры и объявил Собором.
В административной службе выделялся своим усердием и аккуратностью, а его созидательная энергия побуждала других к конструктивной работе. Организовал церковную жизнь.
15 февраля 1968 года принял участие в хиротонии клирика неканонической Белорусской автокефальной православной церкви Андрея (Крита) во епископа Гродненско-Новогрудского и Кливлендского, а 10 марта того же года принял участие в хиротонии клирика той же юрисдикции Николая (Мацукевича) во епископа епископа Турово-Пинского и Торонтского.
Скончался 26 мая 1979 года. Похоронен на северной стороне монастырского храма Святого Саввы у Либертивилле.